# Várkulcsa
Várkulcsa (ukránul: Ключарки [Kljucsarki]) falu Ukrajna Kárpátontúli területének Munkácsi járásában.

## Fekvése
Munkácstól délnyugatra, Munkácsváralja és Mezőterebes közt fekvő település.

## Nevének eredete
A Klucsárka helységnév ruszin foglalkozásnévi eredetű, a ruszin~ukrán ключáр ’kulcsár, sekrestyés, egyházi kincstárnok’ főnév -ka helynévképzős származéka. A magyar Várkulcsa névalak 1904-ben, az országos helységnévrendezés során keletkezett a szláv név alapján. A hivatalos ukrán Ключарки (t. sz.) a történelmi névből származik.

## Története
Az egykor a Munkácsi várhoz tartozó falut 1773-ban Klucsarka néven említették (Dezső 257). Későbbi névváltozatai: 1808-ban
Klucsárka, Klučárka, Klučarky, 1851-ben és 1877-ben Klucsárka (Hnt.), 1913-ban Várkulcsa (Hnt.), 1925-ben Klučarky (ComBer. 84), 1944-ben Várkulcsa (Hnt.), 1983-ban Ключарки (ZO).
1910-ben 1189 lakosából 151 magyar, 83 német, 955 ruszin volt. Ebből 867 görögkatolikus, 93 izraelita volt.
A trianoni békeszerződés előtt Bereg vármegye Munkácsi járásához tartozott.